# سمفونی شماره ۳ (مالر)
سمفونی شماره ۳ (انگلیسی: Symphony No. 3) در گام ر مینور، سومین سمفونی از گوستاو مالر، مصنف برجستهٔ دورهٔ موسیقی رمانتیک است که در تاریخ ۱۸۹۶، توسط این آهنگساز تصنیف گردید. احتمال داده می‌شود میان سال‌های ۱۸۹۳ تا ۱۸۹۶ توسط مصنف سازبندی شده‌باشد. این قطعه به نسبت طولانی است و در قالب رپرتوار استاندارد، یک اثر بلند تلقی می‌گردد. به‌طور معمول در مدت زمان ۹۰ تا ۱۰۵ دقیقه اجرای آن به طول می‌انجامد و بر همین قیاس، لقب طولانی‌ترین سمفونی کلاسیک را کسب نموده‌است. مجله موسیقی بی‌بی‌سی از این سمفونی، با عنوان ۱۰ سمفونی برجستهٔ همهٔ دوران یاد کرده‌است
مالر در چهار سمفونی اولیه خود برنامه‌ای جامع برای توضیح و شرح روایت قطعه‌ها تهیه کرد. البته او ساختار کلی و محتوا را برای عموم افشا نکرد با این احوال، در ادوار مختلف و در طول تکمیل سومین سمفونی، وی نسخه‌های در حال تحول و پیشرفت این سمفونی را با دوستان مختلف به اشتراک گذاشت از جمله مارکس مارچالک، منتقد موسیقی، ناتالی باوئر لچنر دوست نزدیک و ویولونیست او و همین‌طور آنا وون میلدن‌برگ خواننده سوپرانو و معشوقه‌اش. در طول تابستان سال ۱۸۹۶ میلادی هنگامی که او در حال تکمیل سمفونی بود، ناتالی باوئر لچنر در خاطرات خصوصی‌اش اشاره داشت که مالر گفت؛ نمی‌توانید تصور کنید که چگونه به نظر خواهد رسید!